# Bark Psychosis
Bark Psychosis est un groupe de post-rock britannique, originaire de Londres, en Angleterre. Avant sa séparation en 1994, Bark Psychosis explore les genres ambient et expérimental du rock. Le groupe se reforme en 2004, après un changement de line-up.

## Biographie

### Première période (1986–1994)
Bark Psychosis est formé à Snaresbrook, en Essex, en 1986, émergeant des groupes de la scène musicale expérimentale de l'est-londonien AR Kane et Disco Inferno. Les deux membres sont camarades de classe et amis Graham Sutton (guitare, chant) et John Ling (basse, chant). Âgés de 14 ans, ils démarrent leur groupe en enregistrant à l'aide d'un enregistreur cassette et une boite à rythmes. En janvier 1988, Ling et Sutton (désormais âgés de 16 ans) quittent l'école pour poursuivre leur projet à plein temps. Ils recrutent le batteur Mark Simnett.
Grâce aux liens entre Simnett et l'église, Bark Psychosis réussit à obtenir un petit espace de répétition pour le groupe au St John's. Le trio passe le reste de l'année 1988 à répéter et composer des chansons originales, à un temps pendant lequel Sutton et Ling jouaient du clavier. Ils jouent ensuite des concerts ; l'un d'entre eux attire l'intérêt de Nick Allport et Vinita Joshi du label indépendant local Cheree Records. Impressionné par le groupe, Cheree leur offre immédiatement un contrat. À cette période, Bark Psychosis joue aux côtés du second guitariste Rashied Garrison. Garrison jouait dans le groupe The Moons, qui jouait lui-même avec Bark Psychosis à ses premiers concerts. Mais son aventure chez Bark Psychosis n'est que de courte durée car il doit quitter le groupe, qui montait en popularité.
Leur première apparition se fait en 1988 sur le flexi-disque Clawhammer (un split publié par Cheree, et partagé avec Fury Things et Spacemen 3). Le groupe était déjà un trio.  Leur premier concert formel se fait au public house de Sir George Robey à Finsbury Park, Londres, avec Extreme Noise Terror. Des dates de tournées avec The Telescopes, Cranes et Spiritualised suivent rapidement. En 1992, Bark Psychosis publie leur single à succès, Scum. Il s'agit d'un morceau d'ambient de 21 minutes enregistré au St John's Church. Scum fait usage de dynamiques extrêmes extrêmes. En novembre 1992, Bark Psychosis enregistre son premier album, l'éponyme Bark Psychosis, qui devait à l'origine s'intituler Hex. Plus tard, deux membres de Bark Psychosis quittent pendant les sessions. Le premier est Daniel Gish, dont le départ est annoncé au Melody Maker le 18 décembre 1993. La séparation se fera d'un commun accord avec le groupe.
En janvier 1994, le groupe publie le single A Street Scene. Alors que le critique Simon Reynolds accueille l'album en mars 1994 au magazine Mojo, il emploie le terme de « post-rock » pour décrire l'approche musicale du groupe. Il le revendique encore plus tard en mai 1994 au magazine The Wire,.
Désormais réduit à un duo (Sutton et Simnett), Bark Psychosis enregistre l'EP Blue, publié en mai 1994, qu'ils soutiennent avec une tournée britannique avec Gish. 
Blue révèle clairement l'intérêt que porte Sutton pour les séquences rythmées et programmées. Bark Psychosis joue au Britronica Festival en avril 1994 de Moscou avec Seefeel, Autechre, Ultramarine et Aphex Twin. Après ce concert, Simnett quitte le groupe. Six ans plus tard, Simnett refait surface avec le groupe post-rock Yellow6, jouant de la batterie pour deux concerts, et de la basse pour cinq concerts en 2001.

### Deuxième période (depuis 2004)
Après dix ans de pause, Sutton relance Bark Psychosis en 2004 et révèle avoir enregistré de nouvelles chansons pour Bark Psychosis depuis 1999. Bark Psychosis publie l'album, ///Codename: Dustsucker chez Fire Records en 2004 (qui comprend un nouveau single, The Black Meat).
Bark Psychosis n'effectue que très peu d'apparition depuis 2005, en partie à cause de Sutton qui se consacre à la production. Le 14 février 2008, le titre Pendulum Man est inclus dans le film Definitely Maybe (Universal International Pictures). En juillet 2017, Bark Psychosis annonce la sortie de Hex aux formats vinyle et CD chez Fire Records.

## Membres

### Membre actuel
- Graham Sutton - chant, samples, guitare, piano, melodica, orgue Hammond, basse, synthétiseur, programmation (depuis 1986)

### Anciens membres
- John Ling — basse, samples, percussions (1986–1993)
- Mark Simnett — batterie, percussions (1988–1994)
- Rashied Garrison — guitare (1988)
- Sue Page — chant (1989–1990)
- Daniel Gish — claviers, piano, orgue Hammond (1991–1994)

## Discographie

### Albums studio
- Hex ' (1994)
- Codename: Dustsucker (2004)

### EPs et singles
- Clawhammer (1988)
- All Different Things (1989)
- Nothing Feels (1990)
- Manman (1991)
- Scum (1992)
- Hexcerpts (1993)
- A Street Scene (1994)
- Blue EP (1994)
- The Black Meat (2004)
- 400 Winters EP (2005)

### Compilations
- Independency (1994)
- Game Over (1997)
- Replay (2004)